# Недостойное поведение
«Недостойное поведение» (англ. Conduct Unbecoming) — кинофильм. Экранизация произведения, автор которого — Бэрри Инглэнд.

## Сюжет
Действие происходит на севере Индии в 1880 году, во времена викторианского колониального владычества. Скандал в среде британских офицеров из колониальной армии был вызван абсолютно недостойным, порочащим звание и честь улана, грязным поступком по отношению к офицерской вдове. Последующее расследование трибунала приводит к оправданию изначально обвиненного в преступлении офицера и к самоубийству виновника.

## В ролях
- Майкл Йорк — лейтенант Дрейк
- Ричард Аттенборо — майор Роуч
- Тревор Ховард — полковник Стрэнг
- Стейси Кич — капитан Харпер
- Кристофер Пламмер — майор Уимборн
- Сюзанна Йорк — миссис Скарлетт
- Джеймс Фолкнер — лейтенант Миллингтон
- Джеймс Дональд — врач

## Прием критиков
Продюсер фильма Майкл Дили пишет, что фильм был «хорошо снят, за разумные деньги и полностью соответствовал цели компании British Lion — заработать деньги».
На сайте Rotten Tomatoes фильм имеет рейтинг 67 % основанный на 6 отзывах. Рейтинг на сайте IMDb — .